# Sovrani del Bhutan
Il Bhutan venne fondato ed unificato come unica nazione da Shabdrung Ngawang Namgyal a metà Seicento. Dopo la sua morte nel 1651, il Bhutan seguì nominalmente il suo sistema dualistico di governo. Sotto questo sistema, il governo venne diviso tra un capo civile, detto Druk Desi (Dzongkha: འབྲུག་སྡེ་སྲིད་; traslitterato brug sde-srid; detto anche "Raja Drago"); ed un capo religioso, il Je Khenpo (Dzongkha: རྗེ་མཁན་པོ་; traslitterato: rje mkhan-po). Sia il Druk Desi che il Je Khenpo erano sotto l'autorità nominale dello Shabdrung (Dzongkha: ཞབས་དྲུང།; traslitterato: zhabs-drung), una reincarnazione di Ngawang Namgyal.
Druk Gyalpo è invece l'appellativo con cui è chiamato il Re del Bhutan, dalla creazione del regno nel 1907. In lingua Dzongkha "Druk" significa "Drago", mentre "Gyalpo" vuol dire "Re". Quindi il termine significa "Re Drago".
Il Regno del Bhutan, chiamato dai bhutanesi "Druk Yul", cioè "Terra del Drago", è una monarchia retta dal 1907 dalla Dinastia dei Wangchuck.
Il sovrano, asceso al trono il 15 dicembre del 2006, è Jigme Khesar Namgyel Wangchuck.

## Druk Desis (1650–1905)
| #  | Nome                                                | Data di nascita | Inizio del regno | Fine del regno | Data di morte |
| -- | --------------------------------------------------- | --------------- | ---------------- | -------------- | ------------- |
| 1  | Tenzin Drukgye                                      | 1591            | 1650             | 1655           | 1655          |
| 2  | Langonpa Tenzin Drukdra                             |                 | 1655             | 1667           | 1667          |
| 3  | Chhogyel Minjur Tenpa                               |                 | 1667             | 1680           | 1691          |
| 4  | Gyalsay Tenzin Rabgye                               | 1638            | 1680             | 1694           | 1696          |
| 5  | Gedun Chomphel                                      |                 | 1695             | 1701           | 1701          |
| 6  | Ngawang Tshering                                    |                 | 1701             | 1704           |               |
| 7  | Umze Peljor                                         |                 | 1704             | 1707           |               |
| 8  | Druk Rabgye                                         |                 | 1707             | 1719           | 1729          |
| 9  | Ngawang Gyamtsho                                    |                 | 1719             | 1729           | 1729          |
| 10 | Mipham Wangpo                                       |                 | 1729             | 1736           |               |
| 11 | Khuwo Peljor                                        |                 | 1736             | 1739           |               |
| 12 | Ngawang Gyaltshen                                   |                 | 1739             | 1744           |               |
| 13 | Sherab Wangchuck                                    |                 | 1744             | 1763           |               |
| 14 | Druk Phuntsho                                       |                 | 1763             | 1765           |               |
| 15 | Wangzob Druk Tenzin I                               |                 | 1765             | 1768           |               |
| 16 | Sonam Lhundub                                       |                 | 1768             | 1773           | 1773          |
| 17 | Kunga Rinchen                                       |                 | 1773             | 1776           |               |
| 18 | Jigme Singye                                        | 1742            | 1776             | 1788           | 1789          |
| 19 | Druk Tenzin                                         |                 | 1788             | 1792           |               |
| 20 | Umzey Chapchhab                                     |                 | 1792             | 1792           | 1792          |
| 21 | Chhogyel Sonam Gyaltshen (Tashi Namgyel)            |                 | 1792             | 1799           |               |
| 22 | Druk Namgyel                                        |                 | 1799             | 1803           |               |
| 23 | Chhogyel Sonam Gyaltshen (Tashi Namgyel) (2° regno) |                 | 1803             | 1805           |               |
| 24 | Sangye Tenzin                                       |                 | 1805             | 1806           |               |
| 25 | Umzey Parob                                         |                 | 1806             | 1808           |               |
| 26 | Byop Chhyoda                                        |                 | 1807             | 1808           |               |
| 27 | Tulku Tsulthrim Daba                                | 1790            | 1809             | 1810           | 1820          |
| 28 | Zhabdrung Thutul (Jigme Dragpa)                     |                 | 1810             | 1811           |               |
| 29 | Chholay Yeshey Gyaltshen                            | 1781            | 1811             | 1815           | 1830          |
| 30 | Tshaphu Dorji Namgyel                               |                 | 1815             | 1815           |               |
| 31 | Sonam Drugyel                                       |                 | 1815             | 1819           |               |
| 32 | Gongzim Tenzin Drukda                               |                 | 1819             | 1823           |               |
| 33 | Chhoki Gyaltshen                                    |                 | 1823             | 1831           |               |
| 34 | Dorji Namgyel                                       |                 | 1831             | 1832           |               |
| 35 | Adab Thinley                                        |                 | 1832             | 1835           |               |
| 36 | Chhoki Gyaltshen (2° regno)                         |                 | 1835             | 1838           |               |
| 37 | Dorji Norbu                                         |                 | 1838             | 1850           |               |
| 38 | Wangchuk Gyalpo                                     |                 | 1850             | 1850           |               |
| 39 | Zhabdrung Thutul (Jigme Norbu) (a Thimphu)          |                 | 1850             | 1852           |               |
| 39 | Chagpa Sangye (a Punakha)                           |                 | 1851             | 1852           |               |
| 40 | Damchho Lhundrup                                    |                 | 1852             | 1854           |               |
| 41 | Jamtul Jamyang Tenzin                               |                 | 1854             | 1856           |               |
| 42 | Kunga Palden (a Punakha)                            |                 | 1856             | 1860           |               |
| 42 | Sherab Tharchin (a Thimphu)                         |                 | 1856             | 1860           |               |
| 43 | Phuntsho Namgyel (Nazi Pasang)                      |                 | 1860             | 1863           |               |
| 44 | Tshewang Sithub                                     |                 | 1863             | 1864           |               |
| 44 | Tsulthrim Yonten                                    |                 | 1864             | 1864           |               |
| 45 | Kagyud Wangchuk                                     |                 | 1864             | 1864           |               |
| 46 | Tshewang Sithub (2° regno)                          |                 | 1865             | 1867           |               |
| 47 | Tsondul Pekar                                       |                 | 1867             | 1870           |               |
| 48 | Jigme Namgyel                                       | 1825            | 1870             | 1873           | 1881          |
| 49 | Kitshab Dorji Namgyel                               |                 | 1873             | 1879           |               |
| 49 | Jigme Namgyel (2° regno)                            |                 | 1877             | 1878           |               |
| 49 | Kitshab Dorji Namgyel (2° regno)                    |                 | 1878             | 1879           |               |
| 50 | Chhogyel Zangpo                                     |                 | marzo 1879       | giugno 1880    | 1880          |
| 50 | Jigme Namgyel (3° regno)                            |                 | luglio 1880      | luglio 1881    |               |
| 51 | Lam Tshewang                                        | 1836            | luglio 1881      | maggio 1883    | 1883          |
| 52 | Gawa Zangpo                                         |                 | maggio 1883      | agosto 1885    |               |
| 53 | Sangay Dorji                                        |                 | 1885             | 1901           | 1901          |
| 54 | Choley Yeshe Ngodub                                 | 1851            | 1903             | 1905           | 1917          |

## Re del Bhutan (dal 1907 - oggi)
| Sovrano | Sovrano                        | Regno            | Regno           |
| Sovrano | Sovrano                        | Inizio           | Fine            |
| ------- | ------------------------------ | ---------------- | --------------- |
|         | Ugyen Wangchuck                | 17 dicembre 1907 | 21 agosto 1926  |
|         | Jigme Wangchuck                | 21 agosto 1926   | 24 marzo 1952   |
|         | Jigme Dorji Wangchuck          | 24 marzo 1952    | 21 luglio 1972  |
|         | Jigme Singye Wangchuck         | 21 luglio 1972   | 9 dicembre 2006 |
|         | Jigme Khesar Namgyel Wangchuck | 9 dicembre 2006  | in carica       |

## La famiglia reale
Il sovrano ha quattro fratelli e cinque sorelle:
- La Principessa Ashi Chimi Yangzom Wangchuck, figlia di Ashi Tshering Pem Wangchuck (1980)
- La Principessa Ashi Sonam Dechen Wangchuck, figlia di Ashi Dorji Wangmo Wangchuck (1981)
- La Principessa Ashi Dechen Yangzom Wangchuck, figlia di Ashi Tshering Yangdon Wangchuck (1981)
- La Principessa Ashi Kesang Choden Wangchuck, figlia Ashi Tshering Pem Wangchuck (1982)
- Il Principe Dasho Jigyel Ugyen Wangchuck, figlio di Ashi Dorji Wangmo Wangchuck (1984)
- Il Principe Dasho Khamsum Singye Wangchuck, figlio di Ashi Sangay Choden Wangchuck (1985)
- Il Principe Gyaltshab Jigme Dorji Wangchuck, figlio di Ashi Tshering Yangdon Wangchuck (1986)
- La Principessa Ashi Euphelma Choden Wangchuck, figlia di Ashi Sangay Choden Wangchuck (1993)
- Il Principe Dasho Ugyen Jigme Wangchuck, figlio di Ashi Tshering Pem Wangchuck (1994)